# 改茶路站
改茶路站是贵阳轨道交通2号线的地铁车站，位于中华人民共和国贵州省贵阳市云岩区改茶大道与三桥北路交叉口南侧，于2021年4月28日开通。

## 车站结构
改茶路站沿改茶大道呈南北向设置，为地下二层岛式站台车站，车站地下一层为站厅层，地下二层为站台层。
| 地面              | 出入口 | A、B、C出入口                                                                                                 |
| 地下一层          | 站厅   | 客服中心、自动售票机、验票机                                                                                  |
| 地下二层          | 站台   | \| \| \| █ 2号线往白云北路（北京西路） \| \| 島式 · 開左邊车门 \| \| \| \| \| \| █ 2号线往中兴路（黔春路） \| |
|                   |        | █ 2号线往白云北路（北京西路）                                                                                 |
| 島式 · 開左邊车门 |        | |
|                   |        | █ 2号线往中兴路（黔春路）                                                                                     |

## 车站出口
改茶路站共有3个出入口，各出口及周围设施如下所示：
| 编号                | 出入口信息 | 照片 | 无障碍设施 |
| ------------------- | ---------- | ---- | ---------- |
| A · 出口            |            |      | 不適用     |
| B · 出口 · （设有） |            |      |            |
| C · 出口            |            |      | 不適用     |
| 图例： 设有         |            |      |            |

## 车站历史
本站建设时期工程名为三桥站，开通前正式命名为改茶路站，站名来自车站上的改茶大道。
- 2021年4月28日，车站随2号线工程通车开通[1]。